# Beppu
Beppu (別府市?) è una città giapponese della prefettura di Ōita, situata in un'ampia e profonda baia sulla costa nordorientale dell'isola di Kyūshū.

## Glionsen
Nata il 1º aprile 1924 dall'unione di numerosi piccoli villaggi contigui (di qui la sua notevole estensione), la città di Beppu è famosa soprattutto per i suoi onsen (stazioni termali) collegati alle numerose sorgenti d'acqua calda, talvolta anche colorate e ritenute sacre, che ne costellano il territorio. Se l'isola di Kyūshū (in particolare la regione centrale) è considerata una delle maggiori zone vulcaniche di tutto l'arcipelago nipponico, il territorio di Beppu presenta una serie consistente dei fenomeni caratteristici di tali aree con caldere, solfatare, fumarole vulcaniche e soprattutto migliaia di sorgenti termali, la cui temperatura varia dai 37 ai 98 °C, che emettono più di 70.000 m³ d'acqua ogni giorno.
Abilmente sfruttate (usi termali, domestici e industriali), le sorgenti geotermiche hanno dato vita a numerosissimi onsen, di cui Beppu è considerata la capitale giapponese. Laddove invece le manifestazioni di vulcanismo secondario sono state lasciate allo stato naturale, il paesaggio offre immagini da Inferno dantesco che ricordano un po' i Campi Flegrei italiani e, non a caso, si parla talora dei "nove inferni (jigoku) di Beppu" riferendosi ai suoi nove principali siti geotermici. Fra i più celebri si possono ricordare: il "chi-no-Ike Jigoku" (pozzo di sangue), profondo circa 200 m e con inquietanti acque rosso sangue; l'"Umi Jigoku" (pozzo dell'oceano), il più vasto, dalle acque azzurro cielo apparentemente fredde ma vicine in realtà ai 100 °C; il "Tatsumaki Jigoku" (pozzo del ciclone), con geyser bollenti che spruzzano aria ogni 17 minuti fino a 20 m dalla bocca dei pozzi.

## Attrazioni turistiche
Compressa nella pianura alluvionale fra il Mare Interno e i monti vulcanici Tsurumi (1.375 m), Garan (1.045 m) e Takasaki (628 m), Beppu è una città turistica il cui panorama è caratterizzato da centinaia di pennacchi bianchi di vapore acqueo (yunoka). Fra le sue numerose attrattive vanno segnalati:
- il Museo delle arti di Beppu con il Centro degli oggetti artigianali tradizionali di bambù (una tecnica di lavorazione risalente all'VIII secolo);
- il Palazzo Suginoi, che è un enorme bagno panoramico con cinque vasche disposte a gradini;
- il Museo del sesso (Beppu Hihokan) con le sue collezioni di ukiyo-e erotici e di falli sacri provenienti dai templi scintoisti, a ricordo e testimonianza dell'industria del sesso per cui Beppu era un tempo famosa tanto da essere chiamata la "Las Vegas giapponese";
- l'acquario Umitamago, dove si possono accarezzare i pesci con le mani e dove si esibiscono delfini e lontre marine;
- il Giardino zoologico del monte Takasaki, in cui vivono ben 1.700 scimmie (macaco giapponese);
- il Safari Africano di Kyūshū, parco tematico con rinoceronti, giraffe, leoni ecc. Vi è anche il "Salone dei gatti", collezione di gatti di tutto il mondo.

Nell'aprile 2000 vi è stata inaugurata la Ritsumeikan Asia Pacific University, un ateneo specializzato in economia e relazioni internazionali, frequentato da oltre 5.000 studenti, di cui una buona metà provenienti da un'ottantina di altri stati. Ciò ha reso Beppu anche una città studentesca, ricca di locali e ristoranti etnici (giamaicani, indiani, nepalesi, lituani, papuani e indonesiani).